# Carl Vogler
Carl Vogler (* 15. Januar 1840 in Frauenfeld; † 29. Juni 1895 ebenda) war ein Schweizer Jurist und Politiker.

## Biografie
Carl Vogler studierte von 1859 bis 1863 an den Universitäten Zürich, Heidelberg und Berlin Rechtswissenschaften. In Heidelberg wurde er 1860 Mitglied des Corps Helvetia. Anschliessend erwarb er das aargauische Anwaltspatent und war bis 1868 in seiner Geburtsstadt als Anwalt tätig. 1869 war er Präsident des Bezirksgerichts Frauenfeld. Von 1869 bis 1874 war er Oberrichter und Obergerichtsschreiber.
1868 wurde Carl Vogler Frauenfelder Bezirksrat und gehörte zu den Initiatoren der thurgauischen Verfassungsrevision, dem sog. Frauenfelder Programm. Von 1868 bis 1869 gehörte er dem Thurgauer Verfassungsrat und von 1869 bis 1874 dem Thurgauer Grossrat an. Von 1874 bis 1895 verantwortete er im Regierungsrat des Kantons Thurgau das Ressort der Finanzen. Daneben war er von 1880 bis 1895 Mitglied des Verwaltungsrats der Bürgergemeinde Frauenfeld.
Neben seinen politischen Ämtern gehörte Vogler dem Verwaltungsrat der Schweizerischen Nordostbahn, der Schweizerischen Dampfbootgesellschaft Untersee und Rhein und der Eisenbahngesellschaft Etzwilen-Schaffhausen an. Er war Mitglied des Aufsichtsrats der Zentralverwaltung der Schweizerischen Mobiliar und Vizepräsident des Aufsichtsrats der Schweizerischen Rentenanstalt.
Als Offizier der Schweizer Armee wurde er 1884 zum Oberst der Artillerie befördert.